# Stegania ochrearia
Stegania ochrearia là một loài bướm đêm trong họ Geometridae.